# Megistocera filipes filipes
Megistocera filipes là một loài ruồi trong họ Tipulidae. Chúng phân bố ở vùng nhiệt đới châu Phi.